# Visszarion Grigorjevics Belinszkij
Visszarion Grigorjevics Belinszkij, oroszul Виссарио́н Григо́рьевич Бели́нский (Sveaborg, Finnország, 1811. május 30. – Szentpétervár, 1848. január 7.) orosz materialista irodalomkritikus, pedagógus, forradalmi demokrata. A gyermekirodalom elmélete megteremtőjének tartják, elméleti és gyakorlati nevelési kérdésekkel is foglalkozott, emellett pedig irodalomkritikáiról és esztétikai tanulmányairól is ismert volt. Az orosz kritikai realizmus megalapítója, Puskin és Gogol műveinek kritikusa volt. Több irodalmi folyóirat, köztük a Szovremennyik szerkesztőjeként is tevékenykedett. A belinszkiji kritikai vonalat később a szovjet irodalomkritikusok folytatták.
Az orosz esztétikai realizmus elméleti megalapozója volt. Szenvedélyes, végletesen meggyőződéses, vitatkozó természetű volt. Kortársai az „őrjöngő Visszarion”nak nevezték. Sokkal később viszont Okudzsava egyszerűen poros sisakos komisszárnak titulálta.

## Élete
Apja az orosz hadseregben dolgozott katonaorvosként, Visszarion az akkor még Oroszországhoz tartozó, ma finn Sveaborg városában született. Gimnáziumi tanulmányait Penzában végezte, majd a Moszkvai Egyetemen tanult, ahonnan kicsapták Dmitrij Kalinyin című színdarabja miatt, melyben a szolgaság intézményét kritizálta. Ezután újságírásból élt, többek között a Moszkovszkij Nabljudatyel, a Otyecsesztvennije Zapiszki, a Szovremennyik és a Teleszkop részére is írt cikkeket, esszéket. Esztétikai tanulmányaiban kifejtette, hogy a művészet elsősorban a társadalom formálására, alakítására szolgáló eszköz, Goncsarovval és Turgenyevvel együtt azon pétervári progresszív írókhoz tartozott, akik a társadalmi realizmust propagálták. Irodalomkritikusként Gogol, Dosztojevszkij és Puskin műveit elemezte, utóbbi Anyegin című művéről ő állította elsőként a ma is gyakran használt kifejezést, miszerint Puskin e verses regénye az orosz élet enciklopédiája. 1847-ben írta híres levelét Gogolhoz, melyben megvádolta az írót az egyház és az állami szervek támogatásával. A nyílt levél terjesztését a hatóságok megtiltották. Ugyanebben az évben a tuberkulózisban szenvedő Belinszkij külföldre utazott gyógyulni, ám végül a betegség legyőzte, 1848-ban, Pétervárott halt meg.

## Magyarul
- Művészetelmélet; Magyar–Szovjet Művelődési Társaság, Bp., 1950
- Válogatott esztétikai tanulmányok; ford. Gábor Andor et al.; Szikra, Bp., 1950
- Puskin; ford. Lukács Györgyné; Közoktatási, Bp., 1951
- V. G. Bjelinszkij válogatott pedagógiai művei; ford. Pataki Szilveszter et al.; Akadémiai, Bp., 1953
- Esztétikai szemelvények; vál., bev., jegyz. Bernát György, ford. Honti Rezső; Művelt Nép, Bp., 1955
- Puskinról, Lermontovról, Gogolról; ford. Gábor Andor et al., vál. Nyíri Éva, jegyz. Kőrösi József, utószó Szőke György; Magyar Helikon, Bp., 1979